# راینی، استرالیای جنوبی
راینی (به انگلیسی: Rhynie) یک شهرک در استرالیا است که در استرالیای جنوبی واقع شده‌است.